# Crocidura normalis
Crocidura normalis є видом ссавців родини Soricidae. Він зустрічається у Індонезії. Це ендемік індонезійського острова Сулавесі, де він живе на висоті від 1400 до 2600 метрів над рівнем моря. Має темно-коричневе хутро.